# Phare de Selvíkurnef
Le phare de Selvíkurnef (en islandais : Selvíkurnefsviti) est un phare situé dans la région de Norðurland vestra, dans le fjord de Siglufjörður. 